# Riksorganisationen för kvinnojourer och tjejjourer i Sverige
| Riksorganisationen för kvinnojourer och tjejjourer i Sverige (Roks)                                                                       |
| --- |
| - Betydelse – riksorganisation för tjej- och kvinnojourer i Sverige - Bakgrund – 1984 - Relaterad organisation – Unizon (utbrytning 1996) |

Roks, Riksorganisationen för kvinnojourer och tjejjourer i Sverige, är en svensk, partipolitiskt obunden riksorganisation för drygt 100 av landets tjej- och kvinnojourer. Organisationen bildades 1984 och hette fram till år 2000 Riksorganisationen för kvinnojourer i Sverige. Organisationen håller en hög profil i den offentliga debatten omkring mäns våld mot kvinnor, och dess kvinnoseparatism och radikalfeministiska resonemang kring patriarkatets identitet och påverkan är omdiskuterad.

## Verksamhet och organisation
Kärnan i Roks jourers arbete är stödet till kvinnor och barn som utsatts för mäns våld och våld i nära relationer. Den utsattas partner behöver inte vara en man. Roks medlemsjourer arbetar med att ge stöd åt våldsutsatta kvinnor och barn. Förutom detta ingår även uppsökande/förebyggande arbete samt opinionsbildning i jourernas verksamhet. Jourernas uppdrag är – som det står i organisationens dokument för kvalitetssäkring – ”både att stödja enskilda kvinnor, tjejer och barn och att arbeta mot manlig dominans och överordning på samhällets alla nivåer.” Principen är att arbetet ska utföras utifrån den enskilda kvinnans eller barnets behov och önskemål. Den stödsökande kvinnan kan exempelvis behöva prata om sin livssituation, sin relation och/eller behöva få råd om hur hon ska gå till väga för att göra en polisanmälan eller agera i en vårdnadstvist. Kvinnan kan också behöva få med sig en stödperson från jouren vid besök hos exempelvis polis, advokat och socialtjänst.
För att vara verksam på en jour behöver man genomgå en särskild jourutbildning som hålls löpande varje år. Alla Roks jourer är egna föreningar och arbetar därför på sitt eget sätt, men gemensamt för samtliga är att de har en jourtelefon dit stödsökande kvinnor och tjejer kan vända sig. Alla som söker sig till jouren får vara anonyma. De flesta av Roks medlemsjourer erbjuder skyddat boende för kvinnor och flickor, som utsatts för mäns eller pojkars våld, samt av kvinnor från samkönade relationer.

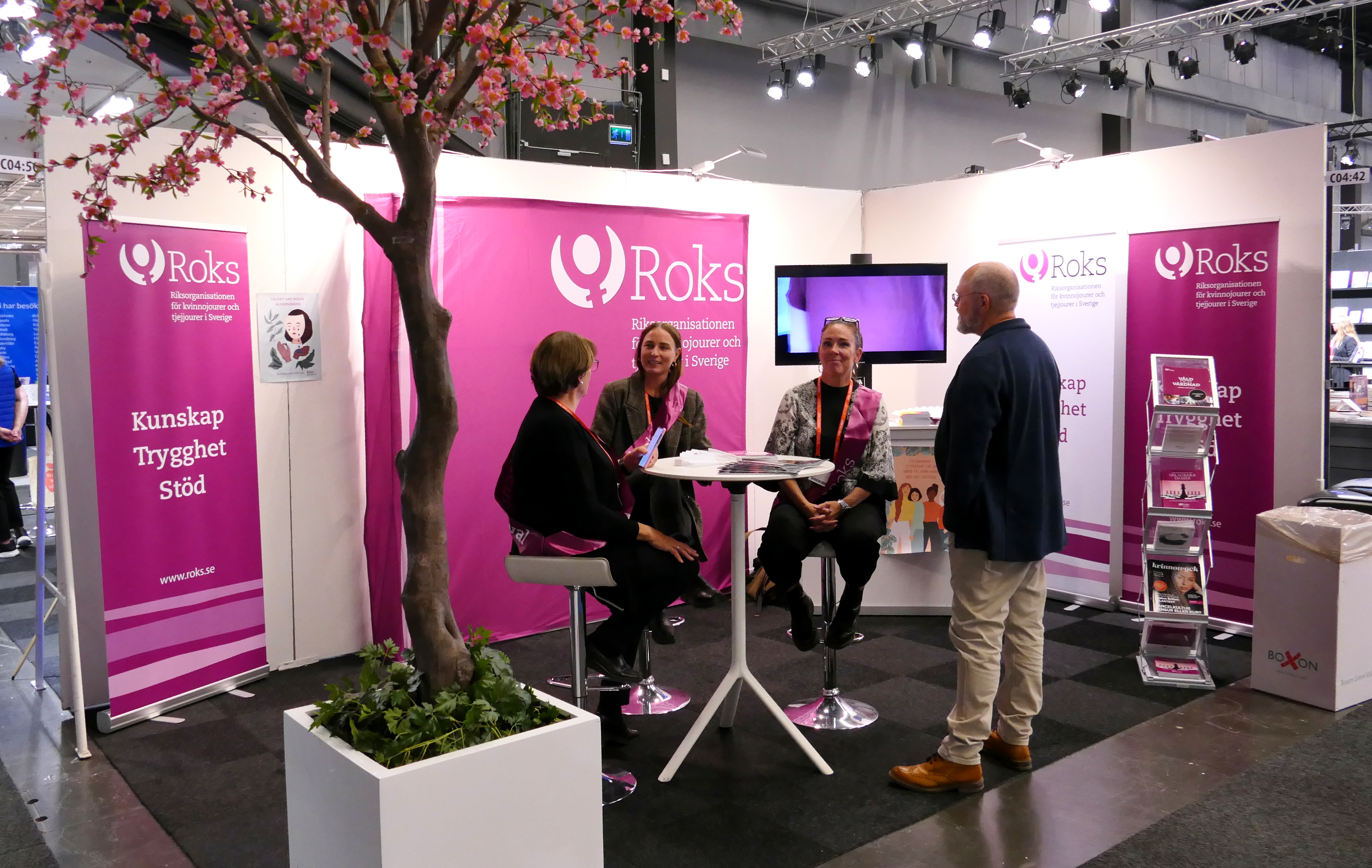
Roks på Bokmässan i Göteborg 2022. Ordföranden Jenny Westerstrand är trea från vänster.

Inom Roks fanns år 2017 cirka 36 tjejjourer (vid sidan av 58 – 2024 cirka 70 – kvinnojourer), som vänder sig till yngre kvinnor som till exempel utsatts för våld, hot eller övergrepp, eller som behöver få prata med en annan tjej. Roks har tillsammans med bland annat den andra kvinnojoursorganisationen Unizon tidigare drivit projektet Tjejjouren.se, en portal som underlättat kontakten med tjejjourer runt om i Sverige. I projektet Machofabriken (startad 2011 med hjälp av stöd från bland annat Allmänna arvsfonden) är Roks delaktiga i att synliggöra normer för manlighet och kopplingen till våld och överordning.

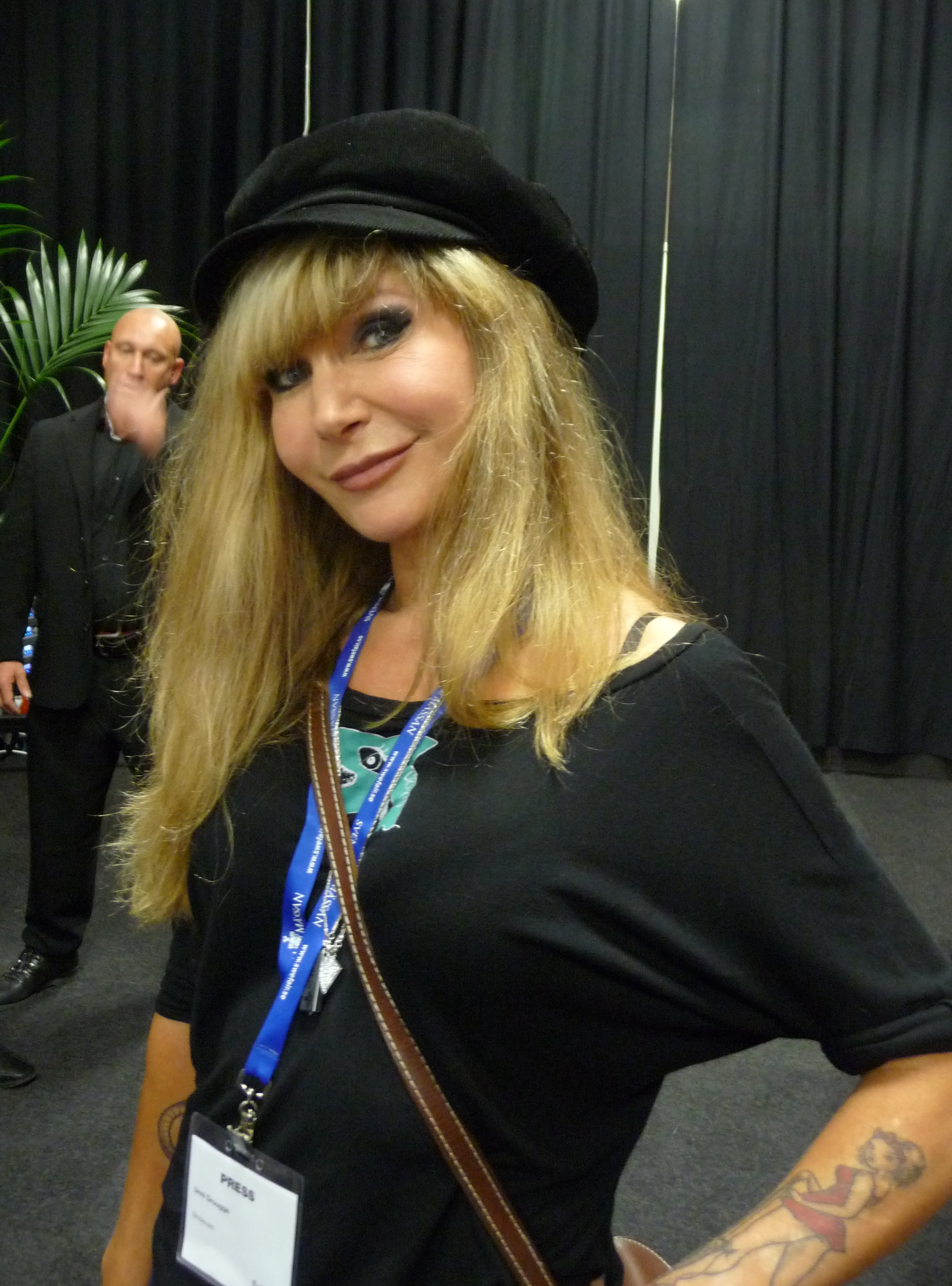
Unni Drougge 2009, 2014–2021 redaktör för Roks tidskrifts Kvinnotryck.

Organisationen bedriver omfattande aktiviteter med opinionsbildning, påverkan av myndigheter och media, utbildning, konferenser samt publiceringsverksamhet. Organisationen är remissorgan till myndigheter och statliga utredningar, och man administrerar statliga medel för lokala projekt och försöksverksamheter riktade till att stödja kvinnors möjligheter att undvika misshandel av sina partners.

### TidningenKvinnotryck
Roks ger ut tidningen Kvinnotryck med fyra nummer per år. Redaktör mellan 2014 och 2021 var författaren och journalisten Unni Drougge, med en bakgrund både som feminist och som icke-feminist. Efter intern debatt omkring tidningens målsättning lades utgivningen tillfälligt på is i slutet av 2021.
I maj 2022 klandrades Kvinnotryck fyra gånger av Mediernas Etiknämnd för att ha brutit mot god publicistisk sed i en och samma publicering om porrfilter i vilken fyra olika debattörer som förekom i publiceringen hade anmält tidningen. Tidningen klandrades för att utan tillräckligt stöd ha tillskrivet debattörerna "högst kontroversiella åsikter om användning av 'porrfilter' för barn".

## Ideologisk grund
Kvinnojoursrörelsen startade i mitten av sjuttiotalet som en reaktion på mäns våld mot tjejer, kvinnor och barn. Roks menar att mäns våld mot kvinnor, våldtäkt, incest, prostitution och pornografi har sin förklaring i den maktobalans som finns mellan könen i samhället. Mäns våld mot kvinnor anses vara ett allvarligt och omfattande samhällsproblem som förekommer i alla åldrar, samhällsklasser, bostadsområden och yrkesgrupper. Problemet måste därför motarbetas på bred front genom att traditionella makt- och dominansförhållanden mellan könen bekämpas. Kvinnojourer och tjejjourer anslutna till Roks har erfarenhet av stödsökande som – enligt dem – konsumerar pornografi som en form av självskadebeteende.
Roks anser att sexarbete är en felaktig benämning. Organisationen hävdar att prostitution och andra typer av sexarbete alltid innehåller ett visst mått av ofrivillhet, och man anser att sexköp är en form av våld. Roks har också definierat denna form av transaktion som "köp av sexuella övergrepp". Sålunda sällar man sig till de politiska krafter som anser att det inte går att köpa samtycke till en sexuell aktivitet. Man är även emot surrogatmödraskap, med motiveringen att "kvinnors kroppar inte är till för att tillfredsställa andras behov".

### Kvinnoseparatism
Roks är en kvinnoseparatistisk organisation, vilket innebär att män inte kan verka i organisationen som medlemmar. Organisationen anser att det är viktigt att jourerna kan erbjuda en fristad för tjejer, kvinnor och deras barn, och medlemsjourerna använder en feministisk metod som bygger på hjälp till självhjälp.

## Kritik
År 1996 bildades en liknande organisation, Sveriges Kvinnojourers Riksförbund (SKR, sedan 2015 under namnet Unizon) av jourer som lämnat Roks, bland annat på grund av att man inte höll med om Roks inställning till könsseparatism. Vid det årets riksmöte omgavs ordförandevalet av en större splittring. Detta ledde till att tolv jourer bröt sig ur Roks och organiserade sig i det nya SKR, som till att börja med bytte ut ledordet feminism mot kvinnoperspektiv.
Den ideologiska skiljelinjen mellan Roks och Unizon är dock i början av 2020-talet inte knivskarp, och flera av Unizons jourer bedriver – precis som många av de jourer som drivs i kommunal regi – i praktiken kvinnoseparatistisk verksamhet. Åren 2010–2020 drev Roks och SKR/Unizon gemensamt webbportalen Tjejjouren.se. Samarbetet sades 2020 upp av Unizon, bland annat efter förnyad kritik från Roks angående Unizons val att inkludera män i sin verksamhet.
Roks har kritiserats, av bland annat delar ur SKR/Unizon, för att organisationen blivit alltmer radikalfeministisk och fientligt inställd till män. Under 1997 riktade Petra Östergren kritik mot den radikalfeminism som hon ansåg prägla Roks som organisation. Enligt Östergren var den könsmaktsordning som Roks använder sig av som förklaringsmodell för mäns våld mot kvinnor en förenklad och otillräcklig teori. Liknande kritik har också kommit från andra håll.
2021 uppmärksammade Expressen problem med arbetsvillkor inom organisationen.

### Könskriget
Våren 2005 visade SVT:s Dokument inifrån två uppmärksammade reportage, kallade Könskriget, där man speglade Roks verksamhet och ledande personer inom den feministiska rörelsen. Programmet gav en bild av en organisation med extrema feminister, som tror på berättelser om pedofilnätverk med satanistiska inslag. Detta ledde till en kris inom Roks, vilket bland annat innebar att ordförande Ireen von Wachenfeldt fick bytas ut efter uttalanden som att "män är djur".
Programmet Könskriget både fälldes och kritiserades av Granskningsnämnden för partiskhet och osaklighet. Beslutet anmäldes till Justitieombudsmannen, eftersom jävsituation ansågs föreligga, då en av ledamöterna i Granskningsnämnden (Lena Adehlson Liljeroth) var medlem av Roks.
Reportaget bidrog även till att Evin Rubar belönades med tv-priset Kristallen (som Årets förnyare) och SVT:s jämställdhetspris.

## Ordförande (urval)

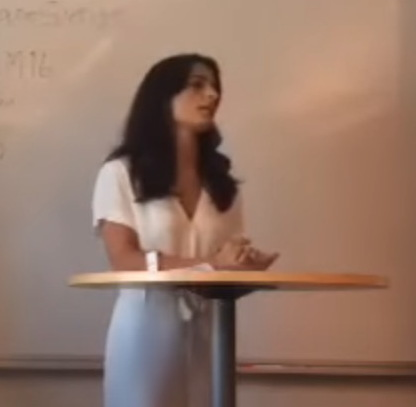
Zozan Inci, Roks-ordförande 2015–2018.

- Ebon Kram (1984[34]–1996[23])
- Angela Beausang (1996[23]–)
- Ireen von Wachenfeldt (–2005[35])
- Lina Ploug (2005–[36])
- Gunilla Westny (2008–[37])
- Angela Beausang (–2014[38])
- Karin Svensson (2014–[39])
- Zozan Inci (2015–2018[40])
- Jenny Westerstrand (2018[41]–2024)
- Camilla Andersson (2024[42]–2025[43])
- Adine Samadi (2025[20]-)